# لاسلطوية ما بعد الاستعمارية
لاسلطوية (أناركية) ما بعد الاستعمارية، مصطلح صكّه روجر وايت تبعًا لتجربته كأناركيّ ملوّن في حركة الأناركية في أمريكا الشمالية. بين الأعوام 1994 و2004 كتب وايت سلسلةً من المقالات الفاحصة لتجربته في الحركة الأناركية. يحدد وايت العُزلة العِرقية والقبول الرمزي كخصائص بارزة في تجارب الأفراد الملونين داخل الحركة الأناركية، ويعزو ذلك إلى هيمنة فكرة الكونيّة الأوروبية ومقاربة تنظر للصراع الطبقي كعلاقة ثنائية بين العمال والرأسماليين في حين أنها تُغفِل الجوانب الثقافية من الإمبريالية.
تُعتبر الأناركية ما بعد الاستعمارية محاولة للتوفيق بين الجوانب والميول المتباينة ضمن الحركة الأناركية القائمة، وإعادة تأسيس تصوّراتها ضمن إطارٍ مناهضٍ للإمبريالية بشكلٍ لا مواربة فيه. في حين أن الأناركية التقليدية هي حركة متأتّية من صراعات البروليتاريين في الدول الأوروبية الغربية الصناعية؛ ولهذا السبب ترى التاريخ من خلال وجهة نظرهم، إذ تقارب الأناركية ما بعد الاستعمارية نفس مبادئ التعاون المشترك والصراع الطبقي ومناهضة التدرّج والهرميّة الاجتماعية والإدارة الذاتية على مستوى المجتمع المحلّي واستقلال البلديات الذاتي الليبرتاري، وحق تقرير المصير من منظور الشعوب المستعمَرة في جميع أرجاء العالم. بتطبيقها هذا، فالأناركية ما بعد الاستعمارية توجه أشد الانتقادات لمساهمات حركة الأناركية القائمة، وتسعى بدلًا من ذلك لتزويد الحركة الأناركية بما تعتبره وجهة نظر فريدة وذات أهمية. تتأثر هذه النزعةُ الأناركية بشكلٍ جوهري بالأيديولوجيات المناصرة للشعوب الأصلية، وأشكال القومية المعادية للدولة، وحركة الأناركيين الملوّنين، وغيرها.

## المسائل
من الملاحظ أن لاسلطوية ما بعد الاستعمارية حركةٌ توفيقيّة ومتشعّبة، إذ تضمّ طيفًا واسعًا من المصادر، وهو الأمر المتوقّع من نزعةٍ تستقي أفكارها من عدة مشارب متنوّعة.

### القومية
لكلّ من الأناركية والقومية تاريخ طويل، يعود امتداده للمنظّر البارز ميخائيل بوكانين ومشاركاته المبكرة في الحركة القومية السُلافية. كما شارك الأناركيون في الحركات القومية اليسارية في كلّ من الصين، كوريا، فييتنام، آيرلندا، بريتاني، أوكرانيا، بولندا، المكسيك، إسرائيل، وغيرها من الدول. تضمّ المنظمات الأناركية المعاصرة الناشطة في نضالات حروب التحرير القومي تنسيقية استقلال وتحرير بريتاني.
يجادل أنصار الأناركية ما بعد الاستعمارية بأن أحد الاستراتيجيات التي تتّبعها الإمبريالية هو شنّ المستعمِرين الحروب الثقافية ضد الأمم التي يُخضِعونها سعيًا منهم لتدمير هوية المهزومين وهو ما يسهّل عملية حُكمهم. ولهذا السبب تسعى الأناركية ما بعد الاستعمارية إلى إلغاء الرأسمالية والدولة بالإضافة إلى كونها سعيًا دؤوبًا من قِبل الشعوب المستعمَرة لتعزيز ثقافاتهم وكرامتهم، وهويتهم القومية والحفاظ عليها والدفاع عنها. يبسط الناشط الأناركي آشاتني آلستون هذه الفكرة في كتابه «ما بعد القومية، لا بدونها»:
«بالنسبة لي، حتى فكرة القومية التي يتبنّاها لويس فرخان محمد تعني تحرير شعبي، رغم أنها متحيّزة جنسيّاً ورأسمالية ومعادية للمثليّين، وكما يحتمل أن تكون فاشية. رغم ذلك، فقد أدت دورًا جزئيّاً مهمّاً في الحفاظ على روح حركة فخر السود، والمقاومة، والمناهضة للعنصرية نابضة بالحياة من خلال عملهم «على الأرض». بالنسبة لي كناشط أناركي أسود، فهذه هي بالتحديد المسائل التي يهمّني الالتفات إليها لأن المتضررين منها هم قومي. ولكن في نفس الوقت، يُظهِر هذا الأمر الفروق التي تميّز الأناركية عن القومية، ويتمثّل ذلك في عدم فهم الناشطين الأناركيين من غير السود لكون الشخص أسودَ في هذا المجتمع اللعين».
وهكذا فإن آشتاني يرى فائدةً في أمة الإسلام إذ إنها تعمل كقوة خيّرة تساعد الشعب الأسود في أمريكا ليعتمد على ذاته ويطالب بالمساواة، ولكنه أيضًا يدرك الآثار السلبية لأسلوب أمة الإسلام ويحثّ المجتمع الأسود للنهوض ومعارضتها وغيرها من الحركات القومية السوداء التي تتجاوز الحدّ في فخرها بالنفس ومطالبها القومية، فيؤول بها المطاف إلى المناداة بالهيمنة على غيرها من الأفراد، والجماعات، والهويات.
يكمن الخلاف في جوهره بين الأناركية والقومية المناهضة للدولة في أن القومية تعتبر الوحدة السياسية الأولى هي الأمة، أو المجموعة العِرقية، بينما في النظام الأناركي اللاسلطوي فالوحدة السياسية الأساسية هي المجتمع المحلي أو المكان الذي يجري فيه العمل. لهذا السبب، فالأناركية ما بعد الكولونالية تتميّز عن أي شكلٍ من أشكال القومية في أنها لا تسعى إلى جعل الأمة وحدةً سياسية، ناهيك بأن تعتبرها الوحدة السياسية الأساسية. كما أن الأناركيين الاشتراكيين يسعون لخلق اقتصاد اشتراكي ولكن يعارضون ديكتاتورية التطبيق الماركسي لاشتراكية الدولة، فأناركيّو ما بعد الاستعمارية يعارضون ديكتاتورية الدولة القومية، ويجادلون بأن تحقيق تقرير المصير بصورة مُجدية لجميع دول العالم يستلزم نظامَا سياسياً أناركيّاً مبنيّاً على السلطة المحليّة، والفيدرالية الحرّة، والمعونة المشتركة.

### العِرق والعنصرية
حركة الأناركية ما بعد الاستعمارية هي حركة مناهضة للعنصريّة بصورة واعية، رغم أن لكلّ جماعة من الجماعات المنضوية داخل هذه الحركة تعريفها الخاص لمعنى هذه المناهضة. على سبيل المثال، فالجماعات المنضوية تحت لواء حركة أناركية الملوّنين تسعى لتوحيد وجهات نظر الأفراد الملوّنين ضمن الحركة الأناركية ولهم التزام وثيق بمحاربة سيادة البيض. على العكس من ذلك، فمفكرو الأيديولوجيات المناصرة للشعوب الأصلية، وارد تشرتشل مثلًا، يطرحون فكرة إظهار الدعم لهذه الحركات ودفع منهاضي العنصرية من البيض للاستكشاف والتعلّم من النضالات المناهضة للعنصرية التاريخية والقائمة في أوروبا. الأمر الذي تتفق عليه جميع الاتجاهات المختلفة ضمن الأناركية ما بعد الاستعمارية هو المعارضة والإدانة الصريحة لأي مزاعم تفوّق عِرقيّة لدى أي مجموعة سكانية، ويرون تقويض سيادة البيض وغيرها كهدفٍ جوهري للأناركية.

## الأناركية الأفريقية
يزعم كلّ مِن سام مباه وآي إي إغاريوي في كتابهما «الأناركية الأفريقية: تاريخ الحركة» بأنه:
«إلى حد ما، تظهر جميع المجتمعات الأفريقية عناصر أناركية، والتي إن نظرنا إليها بنظرة فاحصة، تُثبت الحقيقة البديهية التاريخية بأن الحكومات لم تكن شيئًا مسلّمًا به دوماً عبر التاريخ، بل هي ظاهرة حديثة ولهذا السبب فليست حتماً محتوماً على المجتمع البشري. صحيح أن بعض السِمات «الأناركية» للمجتمعات الأفريقية التقليدية كانت جزءاً من مرحلة تاريخية في تطوّرها، إلا أن بعض هذه السمات ما تزال حاضرةً وبشدّة ليومنا هذا».
السبب الذي يجعل هذه المجتمعات تُصنّف على أنها «أناركية» هو هيكليتها السياسية الأفقية وغياب الطبقات الاجتماعية. والنظام القانوني في الصومال، المعروف باسم حير هو مثال على ذلك.
حير، هو نظام متعدد المراكز القانونية في الصومال. وفقًا لهذا القانون، يعمل كبار السن كقضاة ويساعدون في البتّ بالقضايا عبر النظر في سابقاتها. هذا النظام هو خير مثالٍ على كيفية عمل القانون العرفي في مجتمعٍ بلا طبقات وهو مقاربة عادلة لما يُعتبر قانونًا طبيعيّاً. يُشير بعض العلماء إلى أن قانون حير رغم قِدَمه لقرون طويلة، يمكنه أن يعمل كنظام قانوني في اقتصاد معاصر يعمل بشكل جيد.
رغم أن العديد من المجتمعات الأفريقية كانت مبنية على القيادة، والتي عادةً ما كانت مستندة إلى كبار القبيلة الموقّرين، ولكن هذه القيادة لم تكن تمتدّ لتشمل الهيكل التنفيذي الذي يميز الدولة الحديثة.
بدءاً من القرن الخامس عشر، أخذ النظام الطبقي بالتشكّل في آخر إمبراطوريات أفريقيا، رغم وجوده لألوف السنين في بعض الحضارات الأفريقية (مثل النوبة، ومصر، وأكسوم، وممالك الهوسا). على أيّ حال، فقد بقيت العديد من المجتمعات حتى هذا اليوم بأنظمة يُطلق عليها «قبائل دون حكّام»، كشكلٍ من «الأناركية المنظّمة».
من وجهة نظر أناركية ما بعد كولونيالية، تشكّل الأناركية الأفريقية محاولةً لإعادة تصوّر السياسة الأناركية بناءً على مفهومٍ لا ينظر للأناركية على أنها يوتوبيا مستقبلية، بل شكل حقيقي ناجزٍ للمجتمع كان هو المتعارف عليه قبل احتلال أفريقيا، تعرّض للتداعي بسبب العدوان الأوروبي والاستعمارية، ولكنه قدّم أفضل المخططات الأولية لتمكين المجتمعات الأفريقية من المضيّ قُدمًا لبناء مستقبلٍ أكثر عدلًا ومساواة.